# Бомбардировки на Япония
Бомбардировките на Япония са кампания от въздушни бомбардировки на Японските острови на Тихоокеанския театър на Втората световна война.
Те са извършени главно от Съединените щати с ограничено участие на Великобритания. В първите години на войната съюзническата трудно достига до основната територия на Япония, чиито защитни позиции навлизат дълбоко в Тихия океан, като действията ѝ се изчерпват със символични акции, като Рейда на Дулитъл.
Масираните бомбардировки започват през лятото на 1944 година с въвеждането на бомбардировача с голям обсег „Боинг B-29“, първоначално от бази в Китай, а с напредването на американците в Тихия океан и от бази в Океания. Япония не разполага с адекватна противовъздушна отбрана и съюзническата авиация нанася тежки щети с относително малки загуби, като големи градски центрове са опожарени, а броят на жертвите се оценява на между 241 и 900 хиляди убити. Кулминация на кампанията са атомните бомбардировки на Хирошима и Нагасаки, които предизвикват капитулацията на Япония.